# Jay Brannan
Jay Brannan (29 de marzo de 1982) es un actor y cantautor estadounidense nacido en Houston. Jay, que es abiertamente homosexual, consiguió su reconocimiento internacional con su participación en Shortbus, en papel de Ceth, un homosexual, que tocaba su tema Soda shop.

## Primeros años y juventud
Nacido en Houston (Texas). Más tarde estudió para actor en el conservatorio de música de la Universidad de Cincinnati durante dos semestres. Brannan se trasladó posteriormente a California, primero a Palm Springs y más tarde a Los Ángeles. Brannan reside desde hace cinco años en Nueva York.

## Carrera musical
Brannan construyó su carrera musical interpretando canciones en su estudio casero y colocándolas en YouTube y en su página personal. En marzo de 2007, Brannan puso a la venta cuatro de sus canciones en Myspace. Estas fueron seguidas por su primer EP Unmastered y su primer álbum Goddamned, producidos por Will Golden, editados en iTunes el 1 de julio de 2008. El CD, disponible a través de su propio sello Great Depression Records, se puede obtener desde el 15 de julio.
Brannan ha realizado su primera gira internacional por el Reino Unido en agosto y septiembre de 2008 con otro miembro del reparto de Shortbus, Bitch.

### Discografía
- Unmastered (2007)
- Goddamned (2008)
- In living cover (2009)
- Rob me blind (2012)
- Always, Then & Now (2014)

## Carrera cinematográfica
Brannan consiguió un papel en la película Shortbus de John Cameron Mitchell tras enviar una grabación de una audición. En Shortbus, actúa en el papel de un personaje llamado «Ceth», que canta una de sus propias canciones, Soda Shop, que aparece en la banda sonora. 
Posteriormente apareció como «Jake» en la película de 2007 Holding Trevor.

### Filmografía
- Shortbus (2006)
- Holding Trevor (2007)